# Genevieve Nnaji
Genevieve Nnaji, [n'nɑːdʒɪ],, född 3 maj 1979 i Mbaise, Imo, Nigeria, är en nigeriansk skådespelare. 2005 vann hon priset för bästa skådespelerska utdelat av African Movie Academy Award.

## Biografi
Genevieve Nnaji växte upp i Lagos, Nigerias finansiella huvudstad. Hon var det fjärde av åtta barn och växte upp i en medeklassfamilj. Fadern arbetade som en ingenjör och mamman som lärare. Hon gick på Methodist Girls College Yaba innan hon studerade vidare vid University of Lagos. Under sina studier började hon gå på auditioner för att vara med i Nollywood-filmer.
Nnajis första roll var som barnskådespelare i tevesåpan Ripples vid åtta års ålder. Hon var också med i ett flertal reklamfilmer. 2004 ingick hon ett lukrativt sponsoravtal med tvålmärket Lux.
1998 vid 19 års ålder blev hon introducerad i den växande nigerianska filmindustrin med filmen Most Wanted. Senare skulle hon spela i filmer som Last Pary, Mark of the Beast och Ijele. Hon har hittills spelat i över 80 Nollywood-filmer.
Nnaji har tilldelats ett flertal utmärkelser för sina skådespelarinsatser, bl.a. årets bästa skådespelerska 2001 av City People Awards och priset för bästa skådespelerska vid African Movie Academy Awards (AMAA).
2004 skrev hon på ett skivkontrakt med EKB Records, en ghanaianskt skivbolag och släppte sitt debutalbum One Logologo Line, en blandning av R&B, hiphop och urban music.
2008 lanserade Nnaji en klädkollektion, "St. Genevieve", där en stor del av intäkterna går till välgörenhet.
Genevieve Nnaji är en av de högst betalda skådespelerskorna i Nollywood.

## Filmografi
| År   | Film                         | Roll         | Kommentar                                                         |
| ---- | ---------------------------- | ------------ | ----------------------------------------------------------------- |
| 1998 | Most Wanted                  |              |                                                                   |
| 1999 | Camouflage                   |              | med Ramsey Nouah                                                  |
| 2001 | Love Boat                    |              | med Ramsey Nouah                                                  |
| 2001 | Death Warrant                |              |                                                                   |
| 2002 | Valentino                    |              | med Ramsey Nouah                                                  |
| 2002 | Sharon Stone                 | Sharon Stone |                                                                   |
| 2002 | Runs!                        |              | med Gorgina Onuoha                                                |
| 2002 | Power of Love                | Juliet       | med Ramsey Nouah och Grace Amah                                   |
| 2002 | Formidable Force             |              | med Gorgina Onuoha                                                |
| 2002 | Battle Line                  |              | med Ramsey Nouah & Pete Edochie                                   |
| 2003 | Above Death: In God We Trust |              | med Pete Edochie, Kate Henshaw-Nuttal, Ramsey Nouah och Zack Orji |
| 2003 | Blood Sister                 |              | med Omotola Jalade-Ekeinde & Tony Umez                            |
| 2003 | Break Up                     |              | med Ramsey Nouah                                                  |
| 2003 | Butterfly                    |              | med Ramsey Nouah                                                  |
| 2003 | By His Grace                 |              | med Tony Umez                                                     |
| 2003 | Church Business              |              | med Ramsey Nouah & Segun Arinze                                   |
| 2003 | Deadly Mistake               |              |                                                                   |
| 2003 | Emergency Wedding            |              | med Tony Umez                                                     |
| 2003 | Emotional Tears              | Helen        |                                                                   |
| 2003 | For Better for Worse         |              |                                                                   |
| 2003 | Honey                        |              | med Ramsey Nouah & Pete Edochie                                   |
| 2003 | Jealous Lovers               | Chioma       |                                                                   |
| 2003 | Keeping Faith: Is That Love? |              | Richard Mofe-Damijo                                               |
| 2003 | Last Weekend                 |              | med Ramsey Nouah                                                  |
| 2003 | Late Marriage                |              |                                                                   |
| 2003 | Love                         | Anita        | Richard Mofe-Damijo & Segun Arinze                                |
| 2003 | My only Love                 | Angela       | med Ramsey Nouah                                                  |
| 2003 | Not Man Enough               |              |                                                                   |
| 2003 | Passion & Pain               |              | med Ramsey Nouah & Desmond Elliot                                 |
| 2003 | Passions                     |              | Richard Mofe-Damijo                                               |
| 2003 | Player: Mr. Lover Man        |              |                                                                   |
| 2003 | Private Sin                  | Faith        | Richard Mofe-Damijo & Stephanie Okereke                           |
| 2003 | Sharon Stone in Abuja        | Sharon Stone |                                                                   |
| 2003 | Super Love                   |              | med Ramsey Nouah & Pete Edochie                                   |
| 2003 | The Chosen One               |              |                                                                   |
| 2003 | Women Affair                 |              |                                                                   |
| 2004 | Bumper to Bumper             |              | med Georgina Onuoha                                               |
| 2004 | Critical Decision            |              | Richard Mofe-Damijo & Stephanie Okereke                           |
| 2004 | Dangerous Sister             |              | med Tony Umez och Dakore Egbuson                                  |
| 2004 | Goodbye New York             |              | med Rita Dominic                                                  |
| 2004 | He Lives in Me               |              |                                                                   |
| 2004 | Into Temptation              |              | med Ramsey Nouah                                                  |
| 2004 | My First Love                |              | med Tony Umez                                                     |
| 2004 | Never Die for Love           |              |                                                                   |
| 2004 | Promise Me Forever           |              | med Stephanie Okereke                                             |
| 2004 | Stand by Me                  |              |                                                                   |
| 2004 | Treasure                     |              |                                                                   |
| 2004 | Unbreakable                  |              | med Ramsey Nouah                                                  |
| 2004 | We Are One                   |              | med Stella Damasus-Aboderin                                       |
| 2005 | Darkest Night                |              | Richard Mofe-Damijo och Segun Arinze                              |
| 2005 | Games Women Play             |              | med Stella Damasus-Aboderin, Desmond Elliot och Zack Orji         |
| 2005 | Rip-Off                      |              | med Ramsey Nouah                                                  |
| 2006 | Girls Cot                    |              | with Rita Dominic & Ini Edo                                       |
| 2006 | 30 Days                      | Chinora Onu  | med Segun Arinze                                                  |
| 2007 | Letters to a Stranger        |              | med Segun Arinze                                                  |
| 2007 | Warrior's Heart              |              |                                                                   |
| 2008 | Beautiful Soul               | Olivia       |                                                                   |
| 2008 | Broken Tears                 |              | med Van Vicker, Kate Henshaw-Nuttal och Grace Amah                |
| 2008 | My Idol                      |              |                                                                   |
| 2008 | River of Tears               | Yvonne       |                                                                   |